# Txerski
Txerski és una serralada de muntanyes del nord-est de Sibèria entre el riu Yana i el riu Indigirka. Generalment pren la direcció de nord-oest a sud-est a través la República Sakhà i l'oblast de Magadan. El cim més alt és el pic Pobeda de 3.003 m d'altitud. Aquesta serralada fa de frontera entre la placa d'Euràsia i la placa d'Amèrica del Nord. Les muntanyes Txerki junt amb la serralada de Verkhoiansk, tenen un efecte moderat sobre el clima de Sibèria. Aquestes serralades obstrueixen el flux d'aire que prové de l'oest, fent disminuir la quantitat de neu que cau a les planes de l'oest.
En algun moment entre 1633 i 1642 Poznik Ivanov ascendí per un afluent del riu Lena, travessà la serralada de Verkhoiansk fins al riu Yana i travessà la serralada Txerski fins al riu Indigirka. La serralada va ser descoberta l'any 1926 per Sergei Obruchev (fill de Vladimir Obruchev) qui li va donar el nom d'un explorador i geògraf polonès, Ivan Chersky (o Jan Czerski; en rus, Иван Черский).

## Tectònica
La naturalesa precisa de la frontera entre les plaques tectòniques d'Euràsia i Nord-amèrica encara no està completament dilucidada. Tanmateix es considera que la serralada de Txerski és principalment una zona de sutura activa, una placa fronterera continental, on la compressió ocorre per la pressió d'una placa contra l'altra. Es creu que la zona de Txerski inclou una triplé junció. La zona és sísimicament activa.